# Niesporczaki Polski
Niesporczaki Polski, tardigradofauna Polski – ogół taksonów niesporczaków (Tardigrada), których występowanie stwierdzono w Polsce. Ich polska fauna liczy co najmniej 100 gatunków. Cały czas, również z terenu Polski, opisywane są nowe gatunki dla wiedzy.

## Niesporczaki (Tardigrada)

### HeterotardigradaMarcus, 1927

#### EchiniscoideaMarcus, 1927
Rodzina Echiniscidae Thulin, 1928
- Parachiniscus chitonides Cuenot, 1926
- Bryodelphax parvulus Thulin, 1928
- Bryodelphax tatrensis Węglarska, 1959
- Bryodelphax weglarskae Pilato, 1972
- Echiniscus canadensis Murray, 1910
- Echiniscus capillatus Ramazzotti, 1956
- Echiniscus granulatus (Doyre, 1840)
- Echiniscus lapponicus Thulin, 1911
- Echiniscus merokensis Richters, 1904
- Echiniscus reticulatus Murray, 1905
- Echiniscus spinulosus (Doyre, 1840)
- Echiniscus testudo (Doyre, 1840)
- Echiniscus trisetosus Cuenot, 1932
- Echiniscus wendti Richters, 1903
- Testechiniscus spitzbergensis (Scourfield, 1897)
- Testechiniscus spinuloides Murray, 1907
- Testechiniscus rosaliae Mihelcic, 1951
- Pseudechiniscus occultus Dastych, 1980
- Pseudechiniscus suillus (Ehrenberg, 1853)
- Pseudechiniscus victor (Ehrenberg, 1853)
- Cornechiniscus cornutus Richters, 1906

### Eutardigrada

#### ParachelaSchuster, Nelson, Grigarick & Christenberry, 1980
Rodzina Macrobiotidae Thulin, 1928
- Dactylobiotus ambiguus (Murray, 1907)
- Dactylobiotus dispar (Murray, 1907)
- Murrayon pullari (Murray, 1907)
- Minibiotus intermedius (Plate, 1888)
- Richtersia coronifer (Richters, 1903)
- Macrobiotus areolatus Murray, 1907
- Macrobiotus ariekammensis Węglarska, 1965
- Macrobiotus adelges Dastych, 1977
- Macrobiotus crenulatus Richters, 1904
- Macrobiotus furcatus Ehrenberg, 1859
- Macrobiotus furciger Murray, 1907 – występowanie w Polsce wymaga potwierdzenia
- Macrobiotus harmsworthi Murray, 1907
- Macrobiotus hibernicus Murray, 1907
- Macrobiotus hufelandi Schultze, 1834
- Macrobiotus hufelandioides Murray, 1910 – gatunek wątpliwy
- Macrobiotus macronyx Dujardin, 1851 – gatunek wątpliwy
- Macrobiotus occidentalis Murray, 1910 – gatunek wątpliwy
- Macrobiotus pallari Maucci, 1954
- Macrobiotus polonicus Pilato et al., 2003[2]
- Macrobiotus pseudohufelandi Iharos, 1966
- Macrobiotus richtersi Murray, 1911
- Macrobiotus spectabilis Thulin, 1928
- Macrobiotus willardi Pilato, 1977
- Macrobiotus xerophilus (Dastych, 1978)

Rodzina Eohypsibiidae
- Amphibolus weglarskae (Dastych, 1972)

Rodzina Calohypsibiidae Pilato, 1969
- Calohypsibius ornatus (Richters, 1900)
- Hexapodibius micronyx Pilato, 1969
- Apodibius confusus Dastych, 1983

Rodzina Hypsibiidae Pilato, 1969
- Doryphoribius evelinae (Marcus, 1928)
- Pseudobiotus augusti (Murray, 1907
- Pseudobiotus megalonyx (Thulin, 1928)
- Isohypsibius alicatai Binda, 1969
- Isohypsibius annulatus (Murray, 1905)
- Isohypsibius asper Murray, 1906 – występowanie w Polsce wymaga potwierdzenia
- Isohypsibius dastychi Pilato, Bertolani et Binda, 1982
- Isohypsibius elegans Binda et Pilato, 1971
- Isohypsibius granulifer Thulin, 1928
- Isohypsibius jakieli Dastych, 1984
- Isohypsibius latiunguis (Iharos, 1964)
- Isohypsibius lunulatus (Iharos, 1966)
- Isohypsibius nodosus (Murray, 1907) – gatunek wątpliwy
- Isohypsibius pappi (Iharos, 1966)
- Isohypsibius prosostomus Thulin, 1928
- Isohypsibius ronsisvallei Binda et Pilato, 1969
- Isohypsibius sattleri (Richters, 1902)
- Isohypsibius bakonyiensis (Iharos, 1964)
- Isohypsibius schaudinni (Richters, 1909) – gatunek wątpliwy
- Isohypsibius sylvicola (Iharos, 1966)
- Isohypsibius tetradactyloides (Richters, 1909)
- Isohypsibius tuberculatus (Plate, 1888) – gatunek wątpliwy
- Isohypsibius undulatus Thulin, 1928
- Hypsibius calcaratus Bartos, 1935
- Hypsibius convergens Urbanowicz, 1925
- Hypsibius microps Thulin, 1928
- Hypsibius pallidus Thulin, 1911
- Ramazzottius anomalus (Ramazzotti, 1962)
- Ramazzottius montivagus (Dastych, 1983)
- Ramazzottius oberhaeuseri (Doyre, 1840)
- Hebesuncus conjugens (Thulin, 1911)
- Dihascon alpinum Murray, 1906
- Dihascon belgicae Richters, 1911
- Dihascon bullatum Murray, 1905
- Dihascon higginsi Binda, 1971
- Dihascon marcusi (Rudescu, 1964) – gatunek wątpliwy
- Dihascon montigenum Pilato et Dastych, 1974
- Dihascon nobilei Binda, 1969
- Dihascon oculatum Murray, 1906
- Dihascon pinque (Marcus, 1936)
- Dihascon prosirostre Thulin, 1928
- Dihascon recamieri Richters, 1911
- Dihascon scoticum Murray, 1905
- Dihascon scoticum f. ommatophora Thulin, 1911 – występowanie w Polsce wymaga potwierdzenia
- Dihascon stappersi Richters, 1911 – gatunek wątpliwy
- Dihascon rugosum Bartos, 1935
- Dihascon trachydorsatum Bartos, 1937 – gatunek wątpliwy
- Mesocrista spitzbergense (Richters, 1903)
- Planicrista angustata (Murray, 1905)
- Itaquascon bartosi Węglarska, 1973
- Itaquascon pawlowskii Węglarska, 1973
- Itaquascon trinacriae Arcidiacono, 1962

#### Apochela
Rodzina Milnesiidae
- Milnesium tardigradum Doyre, 1840